# 前267年
| 千纪： | 前1千纪 |
| 世纪： | 前4世纪 \| 前3世纪 \| 前2世纪 |
| 年代： | 前290年代 \| 前280年代 \| 前270年代 \| 前260年代 \| 前250年代 \| 前240年代 \| 前230年代                                                         |
| 年份： | 前272年 \| 前271年 \| 前270年 \| 前269年 \| 前268年 \| 前267年 \| 前266年 \| 前265年 \| 前264年 \| 前263年 \| 前262年                           |
| 纪年： | 周赧王四十八年 魯頃公十三年 齊襄王十七年 趙惠文王三十二年 魏安僖王十年 韓桓惠王六年 秦昭襄王四十年 楚頃襄王三十二年 衛懷君二十六年 燕武成王五年 |

## 大事记
- 秦悼太子質於魏而卒。
- 羅馬共和國執政官馬爾庫斯·阿蒂利烏斯·雷古魯斯率兵征服了伊利里亞人的城市布倫迪西烏姆（今布林迪西）。
- 托勒密王國與克里莫尼迪茲的希臘城邦聯軍對馬其頓王國發起克里莫尼迪茲戰爭。